# Sadie Calvano
Sadie Calvano, née le 8 avril 1997,, est une actrice américaine connue pour son rôle de Violet Plunkett dans la sitcom Mom de CBS. En 2016, elle tient le rôle principal dans le téléfilm The Perfect Daughter. Elle a également été gymnaste et a participé à des compétitions avant de se concentrer sur le théâtre à plein temps, en plus de ses études, vers l'âge de 10 ans.

## Filmographie
- 2010 : NCIS : Rébecca Mason (Épisode Le pire cauchemar)
- 2011 : J.Edgar : La nièce d'Edgar
- 2011 : Eagleheart (en) : Julia (Épisode Coup de poing mortel)
- 2012 : Village People : Ione Wilson (Pilote de télévision invendu)
- 2012 : Tatami Academy : Lindsay (Épisode Wazombie Warriors)
- 2013 : Crash & Bernstein : Jenifer (Épisode Crash du système)
- 2013 : Melissa and Joey : Keira (3 épisodes)
- 2013-2016, 2018 : Mom : Violette Plunkett ( Rôle principal (saison 1–3); rôle récurrent (saison 4); invité (saison 6))
- 2016 : The Perfect Daughter  : Natalie Parish
- 2016 : The Skinny  : Sadie (Websérie)
- 2018 : Le Paquet : Sarah
- 2019 : Beautés meurtrières : Avril Warner (Rôle principal (saison 1))
- 2021 : Secrets of a Marine's Wife  : Erin Corvin

## Récompenses et nominations
- Young Artist Awards 2011 : Meilleure actrice invitée dans une série télévisée 11–15 pour NCIS
- Young Artist Awards 2013 : Meilleure actrice invitée dans une série télévisée 14–16 pour Tatami Academy
- Gracie Allen Awards (en) 2015 : Outstanding Female Actor – Rising Star pour Mom